# Euphorbia polyphylla
Euphorbia polyphylla — вид рослин із родини молочайних (Euphorbiaceae), ендемік Флориди.

## Опис
Це багаторічна трава з розлогим кореневищем. Стебла прямовисні або висхідні, розгалужені, поодинокі, мало або зрідка густо скупчені, мертві стебла минулого року не стійкі, 18–33 см, голі. Листки чергуються; прилистки до 0.1 мм; ніжка дуже мала або відсутня; пластина від лінійної до ниткоподібної форми, 10–20 × 0.8–1.5(4) мм, основа клиноподібна, краї цілі, вершина заокруглена, поверхні голі. Квітки білі. Цвіте і плодоносить від пізньої весни до пізньої осені. Коробочка куляста, 2.3–2.8 × 4.3–5.1 мм, гола. Насіння попелясто-сіре, яйцеподібне, 2.9 × 2 мм, з неясними неглибокими западинами.

## Поширення
Ендемік півдня Флориди. Населяє відкриті піщані соснові савани на висотах 0–10 метрів.